# 但泽波兰邮局博物馆

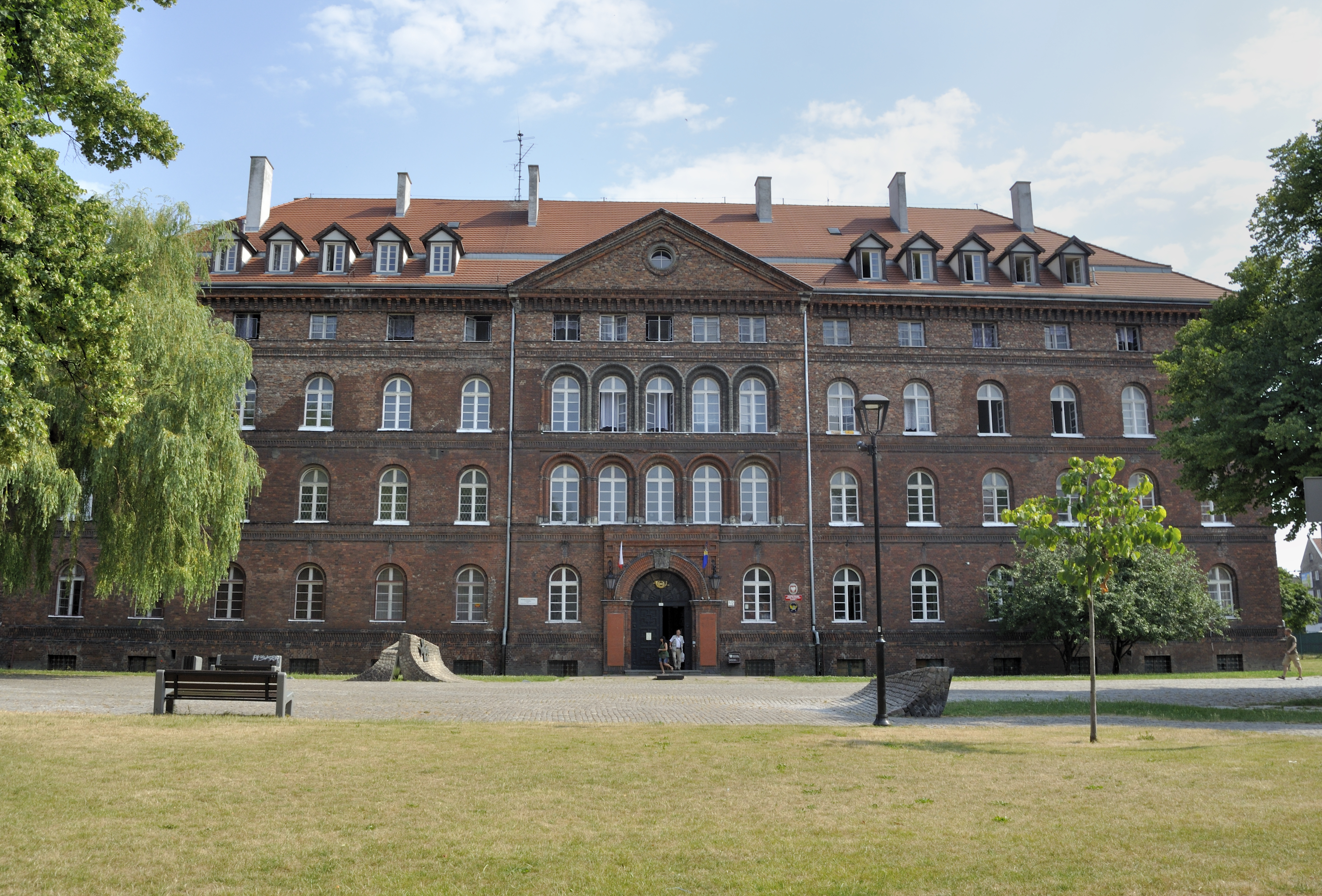

但泽波兰邮局博物馆（Muzeum Poczty Polskiej w Gdańsku）是波兰格但斯克的一座博物馆，主题是关于但泽自由市的波兰邮政局（1920年至1939年），位于波兰邮局保卫者广场（Plac Obrońców Poczty Polskiej）。其中特别有价值的是关于1939年9月1日但泽波兰邮局保卫战的文件和展品。
该博物馆成立于1979年，2003年之前是弗罗茨瓦夫邮局博物馆（Muzeum Poczty i Telekomunikacji we Wrocławiu）的一个分馆，现在是格但斯克博物馆（Muzeum Gdańska）的一个分馆。与西盘半岛和第二次世界大战博物馆一样，这里也是对第二次世界大战感兴趣者的重要目的地。

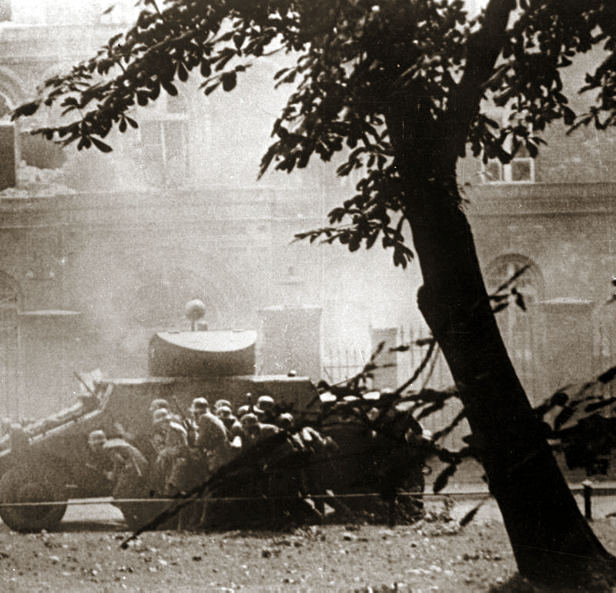